# MarShon Brooks
MarShon S. Brooks é um jogador americano de basquete profissional que joga atualmente pelo Guangdong Southern Tigers.  

## Carreira

### New Jersey/Brooklyn Nets
Brooks foi draftado pelo Boston Celtics como a vigésima quinta escolha no Draft de 2011, e trocado quase que imediatamente para o New Jersey Nets, por um pick de primeira rodada do draft do mesmo ano, e uma escolha de segunda rodada do draft de 2014. No dia 8 de fevereiro de 2012, ele foi selecionado para participar do desafio dos novatos, pelo Chuck Team. No mesmo ano, ele foi eleito pro segundo melhor time de novatos do ano, e ficou em décimo na votação de Melhor Novato do Ano. 
Em 3 de abril de 2013, Brooks entrou no lugar de super astro Joe Johnson, que tinha se machucado, e conseguiu a melhor marca da sua carreira, contra o Cleveland Cavaliers. Ele marcou 27 pontos, acertando 12 dos 16 arremessos que ele tentou. 

### Boston Celtics
Em 12 de julho de 2013, Brooks foi envolvido em uma troca com o Boston Celtics, a mesma que trouxe os astros Kevin Garnett e Paul Pierce para o Brooklyn Nets.  

### Golden State Warriors
No dia 15 de janeiro de 2014, Brooks foi envolvido em uma troca tripla que teve como participantes além do Celtics, seu antigo time, o Warriors e o Miami Heat. A troca também envolveu os jogadores Jordan Crawford, Joel Anthony e Toney Douglas, além de escolhas para drafts futuros. 

### Los Angeles Lakers
No dia 19 de fevereiro de 2014, Brooks foi trocado pelo Los Angeles Lakers, junto ao seu companheiro Kent Bazemore, pelo armador veterano Steve Blake.